# Jurij Schapotschka
Jurij Pawlowytsch Schapotschka (ukrainisch Юрій Павлович Шапочка, wiss. Transliteration Jurij Pavlovyč Šapočka, russisch Юрий Павлович Шапочка; * 19. September 1952 in Mankiwizi) ist ein ehemaliger sowjetischer Ruderer.

## Werdegang
Jurij Schapotschka gewann bei den Olympischen Sommerspielen 1980 in Moskau gemeinsam mit Jewgeni Barbakow, Waleri Kleschnjow und Mykola Dowhan Silber in der Doppelvierer-Regatta.